# Xixianykus
Xixianykus byl rod velmi malého alvarezsauridního teropodního dinosaura, žijícího v období pozdní křídy na území dnešní Číny (provincie Che-nan).

## Popis
Představuje jednoho z nejstarších zástupců své skupiny, ostatní pochází z mladších období nejsvrchnější křídy. Mnohé adaptace tohoto dinosaura svědčí o jeho kurzoriálním způsobu života (přizpůsobení k běhu). Při délce kolem 60 cm má celých 20 cm dlouhé nohy a proporcionálně dlouhá lýtka. To svědčí o schopnosti rychlého pohybu. Rozměry dospělého exempláře však zatím s jistotou nedokážeme určit. Jeho hmotnost je odhadována asi na 0,74 kilogramu.